# Horst Trebes

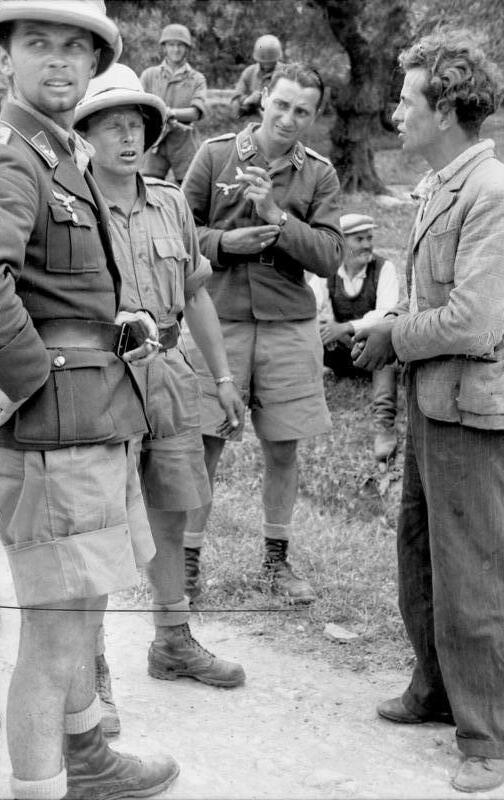
Trebes (ganz links) kurz vor dem Massaker von Kondomari, 2. Juni 1941

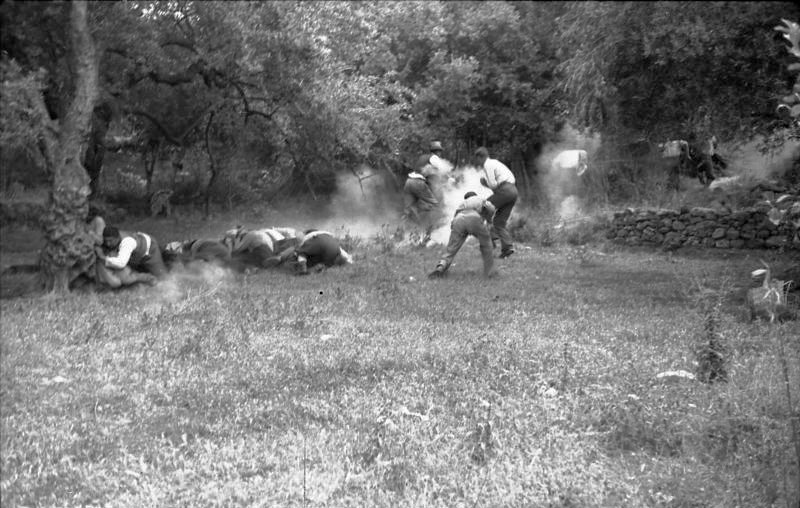
Fallschirmjäger ermorden griechische Zivilisten, Kondomari, 2. Juni 1941

Horst Trebes (* 22. Oktober 1916 in Freyburg/Unstrut; † 29. Juli 1944 in der Normandie) war ein deutscher Fallschirmjäger-Offizier im Zweiten Weltkrieg. Er nahm 1941 an der Luftlandeschlacht um Kreta teil, und verübte als verantwortlicher Offizier das Massaker von Kondomari. Er kommandierte in Frankreich bei der versuchten Abwehr der alliierten Landung das III. Bataillon / Fallschirmjägerregiment 6. Er fiel während des Ausbruchs der Alliierten aus dem Normandie-Brückenkopf (Operation Cobra).

## Leben
Horst Trebes trat der Wehrmacht 1936 im Alter von 19 Jahren als Fahnenjunker bei. Nach zwei Jahren wurde er im April 1938 zum Leutnant befördert. Im Juni 1938 meldete er sich freiwillig zum Fallschirm-Infanterie-Bataillon unter Major Richard Heidrich. Per 1. April 1939 wurde er mit dem Verband als III. Bataillon in das Fallschirmjägersturmregiment 1 in die Luftwaffe eingegliedert.
Trebes nahm mit seiner Einheit am Überfall auf Polen (September 1939) und an der Besetzung Dänemarks (April 1940) teil. Als Oberleutnant landete er am 20. Mai 1941 mit der ersten Welle in der Luftlandeschlacht um Kreta und nahm als Stoßtruppführer eine Brücke nahe Maleme ein. Dafür wurde er am 14. Juni 1941 mit dem Ritterkreuz ausgezeichnet, welches ihm am 9. Juli 1941 in Maleme überreicht wurde.
Am 2. Juni 1941 befehligte Trebes eine Gruppe von Fallschirmjägern und ließ 25 willkürlich ergriffene männliche Bewohner des Ortes Kondomari als Vergeltung für angebliche Gräueltaten an deutschen Soldaten erschießen. Diese Tat folgte einem Befehl von General der Flieger Kurt Student und wurde von dem PK-Fotografen Peter Weixler festgehalten. Weixler machte dazu 1945 eine umfangreiche Aussage im Nürnberger Prozess.
Die Salzburger Zeitung wies 1943 auf eine Veranstaltung hin, die am 28. November im Mozarteum stattfand: Trebes trat dort  auf, um junge Männer dafür zu begeistern, Fallschirmjäger zu werden. „Durch seinen Einsatz und seine außergewöhnliche Tapferkeit hat er entscheidend zum Gelingen des Kreta-Einsatzes mit beigetragen.“